# Dorfkirche Dahlhausen

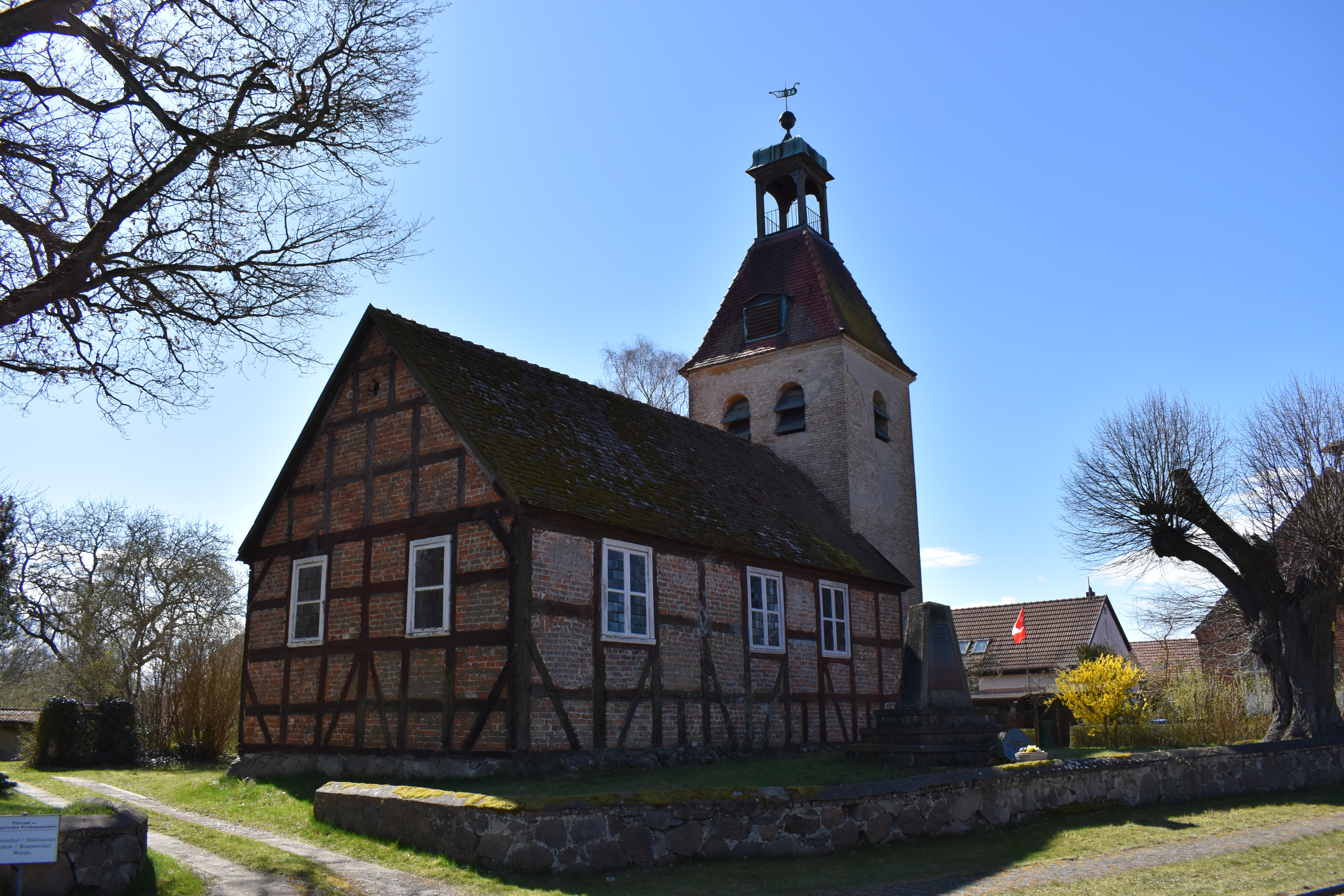
Dorfkirche (2025), Blick von Nordost

Die evangelische, denkmalgeschützte Dorfkirche Dahlhausen im nordwestlichen Landkreis Brandenburgs Ostprignitz-Ruppin ist eine Saalkirche aus dem 16. Jahrhundert. Die Kirche des Dorfes, welches als Blumenthaler Gemeindeteil wiederum zur Gemeinde Heiligengrabe gehört, besteht aus Fachwerk mit einem massiven Backsteinturm. Die ansässige Kirchengemeinde ist Teil der Gemeinde Jäglitz-Nadelbach im Kirchenkreis Prignitz, Sprengel Potsdam der Evangelischen Kirche Berlin-Brandenburg-schlesische Oberlausitz.

## Geschichte

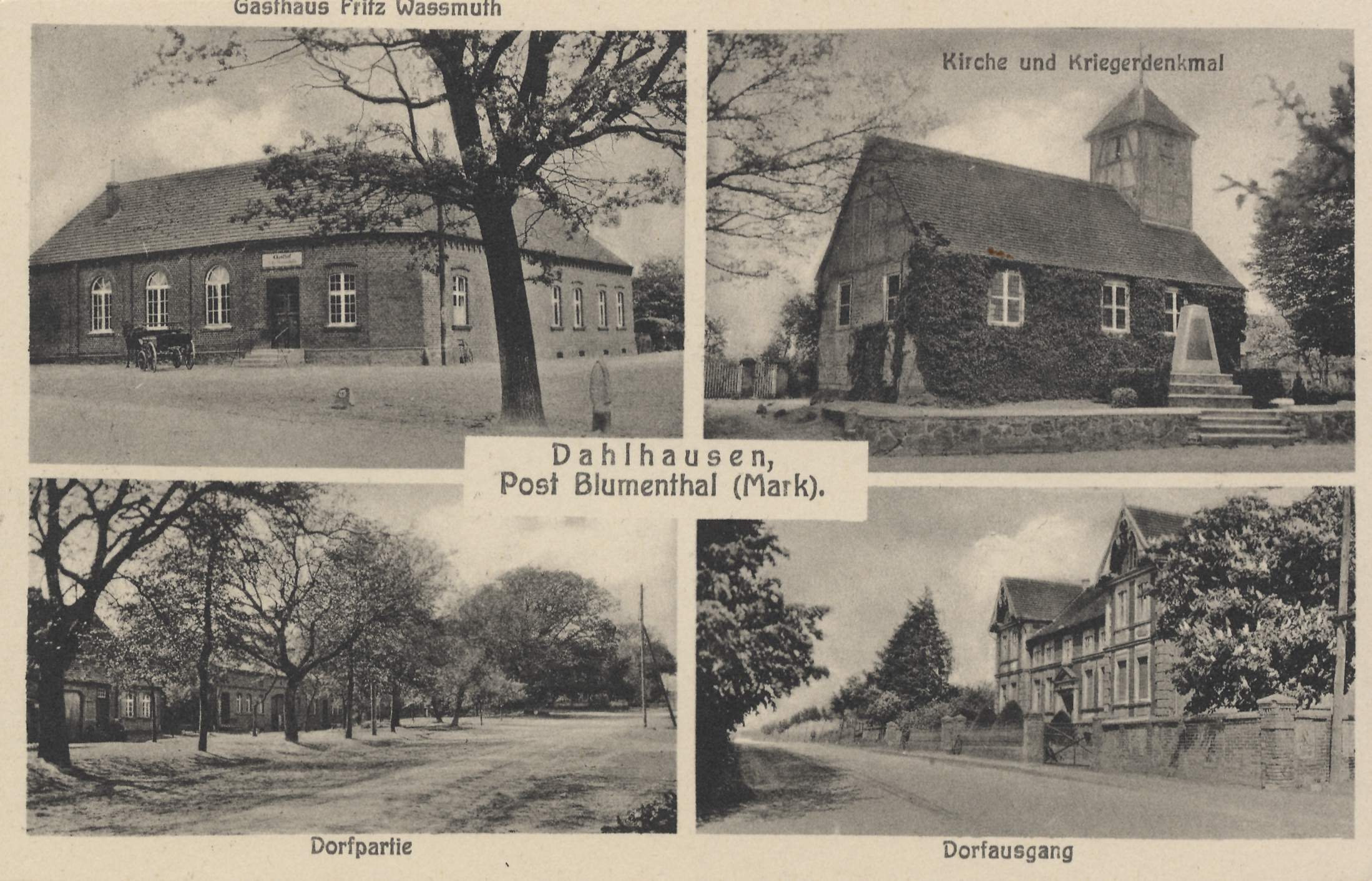
In der rechten Ecke der Postkarte ist die Dorfkirche von Dahlhausen abgebildet. Das Kriegerdenkmal ehrt die Gefallenen des Ersten Weltkriegs.

Die erste Erwähnung einer Kirche in Dahlhausen geht auf das Jahr 1508 zurück. Seit 1558 wurde sie als Mutterkirche bezeichnet. Für die Zeit ab 1622 existiert eine Pfarrersliste mit insgesamt 17 Personen. Die heutige Kirchengemeinde gehört zur Gemeinde Jäglitz-Nadelbach im Kirchenkreis Prignitz. Dieser liegt im Sprengel Potsdam der Evangelischen Kirche Berlin-Brandenburg-schlesische Oberlausitz.
Eine dendrochronologische Untersuchung des Kirchenschiffs ergab eine Datierung auf 1569. Das Holz des Dachwerks stammt dagegen (selbe Methode) zum Teil aus dem Jahr 1837. Zu dieser Zeit fand eine Erneuerung des Dachwerks sowie des Ostgiebels statt. Dabei wurden jedoch auch ältere Sparren genutzt. Zwischen 1679 und 1692 wurden die sich in den Fenstern befindlichen Kabinettscheiben gestiftet. Ein Brand 1829 zerstörte den nebenstehenden hölzernen Turm und beschädigte das Dach. Der neue Fachwerkturm wurde 1838 auf den Westteil des Daches gesetzt. 1934 begann der Neubau eines Turms. Bestand der Vorgängerturm wie das Schiff aus Fachwerk, wählte man für den nun an die Kirche angesetzten Neubau eine Konstruktion aus massiven Mauerziegeln. Zwischen 1934 und 1937 fand außen sowie innen eine Restaurierung der Kirche statt, darunter in den Jahren 1935/1936 die Bemalung der Decke und kürzlich mittig erweiterten Westempore durch den Kirchenmaler Robert Sandfort. Schließlich erfolgte am 9. Mai 1937 die Wiedereinweihung der Kirche.

## Beschreibung
Der rechteckige Saalbau aus Fachwerk besitzt einen backsteinernen, nahezu quadratischen (4,5 × 5,2 m) Westturm mit Putzresten. In den Fenstern sind sieben medaillonförmige Kabinettscheiben eingelassen. Sie zeigen Figuren und Wappen, darunter des märkischen Adelsgeschlechts Blumenthal. Im Inneren ist eine Balkendecke eingezogen. Sie ist wie die großteils barocke Westempore mit Schablonenmalerei verziert.
An der Nordseite des Kirchengebäudes stehen ein Kriegerdenkmal und ein Gedenkstein – das Erste für die Gefallenen des Ersten und das Zweite für Opfer des Zweiten Weltkriegs. Weiterhin befindet sich in der Nähe eine Friedenseiche.

## Ausstattung

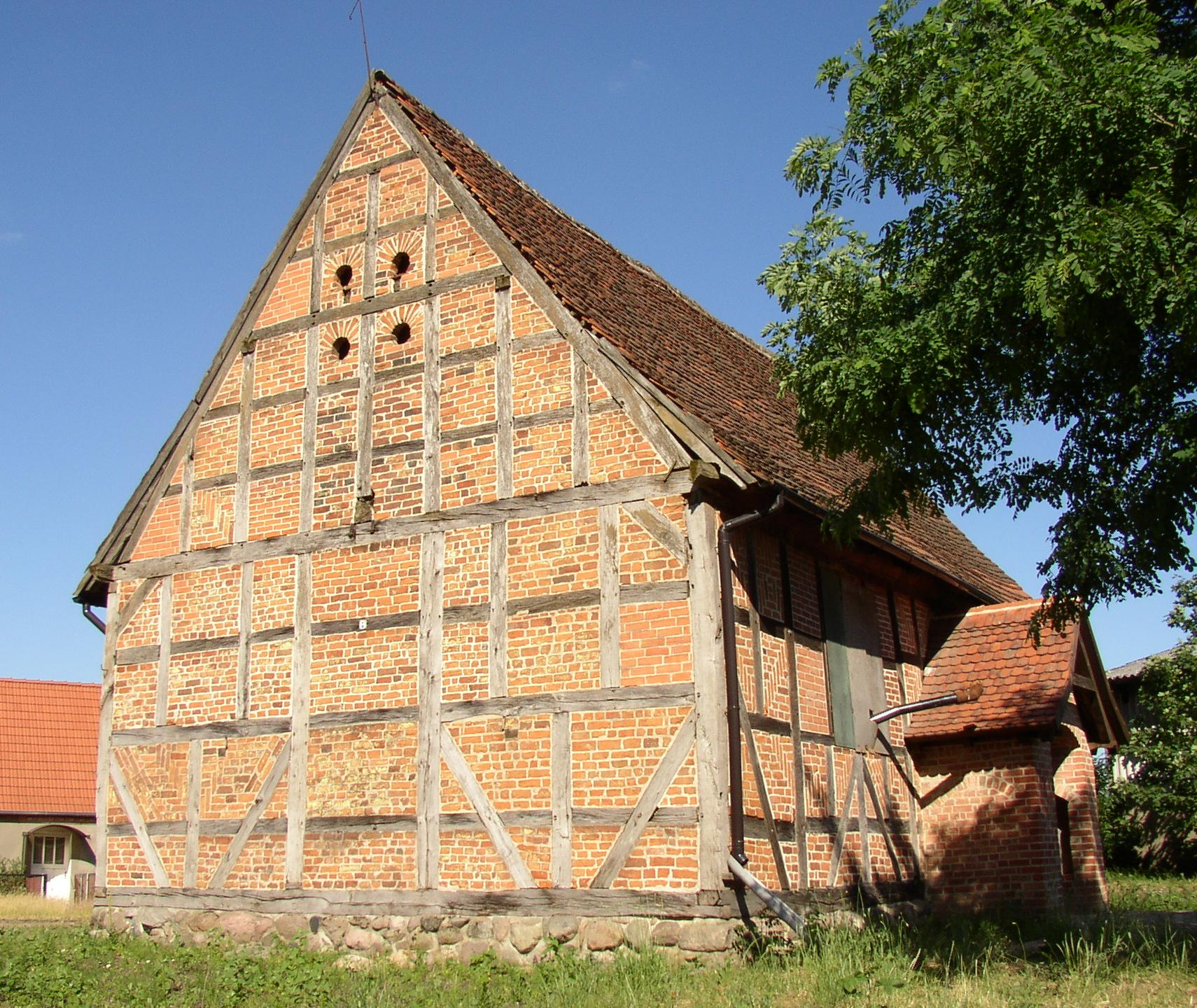
Gutskapelle in Horst

Zur Ausstattung gehört ein barocker (18. Jahrhundert) polygonaler Kanzelaltar aus Holz, der im frühen 20. Jahrhundert deutlich übergangen und neu gefasst wurde. Zum großen Teil barock ist ebenfalls die Westempore. Sie wurde jedoch um 1935/36 im mittleren Teil erweitert und insgesamt bemalt. Links neben dem Alter steht eine achteckige hölzerne Taufe in Form eines Pokals. Eine Inschrift datiert sie auf 1621. 1933 fand eine Renovierung des Taufbeckens statt.
An der Nordwand befindet sich ein Gemälde aus der Barockzeit, welches das Abendmahl Jesu darstellt. Es gehörte zum Inventar der Gutskapelle Horst.
Von dort stammte ebenso der tönerne Taufengel – mittlerweile zurück in der sanierten Gutskapelle. Die kniende Figur ist einem Original des dänischen Bildhauers Bertel Thorvaldsen nachgestaltet. Das Vorbild steht in der Frauenkirche von Kopenhagen.
Die Kirche besitzt zwei Glocken, die im Westturm aufgehängt sind.

## Galerie

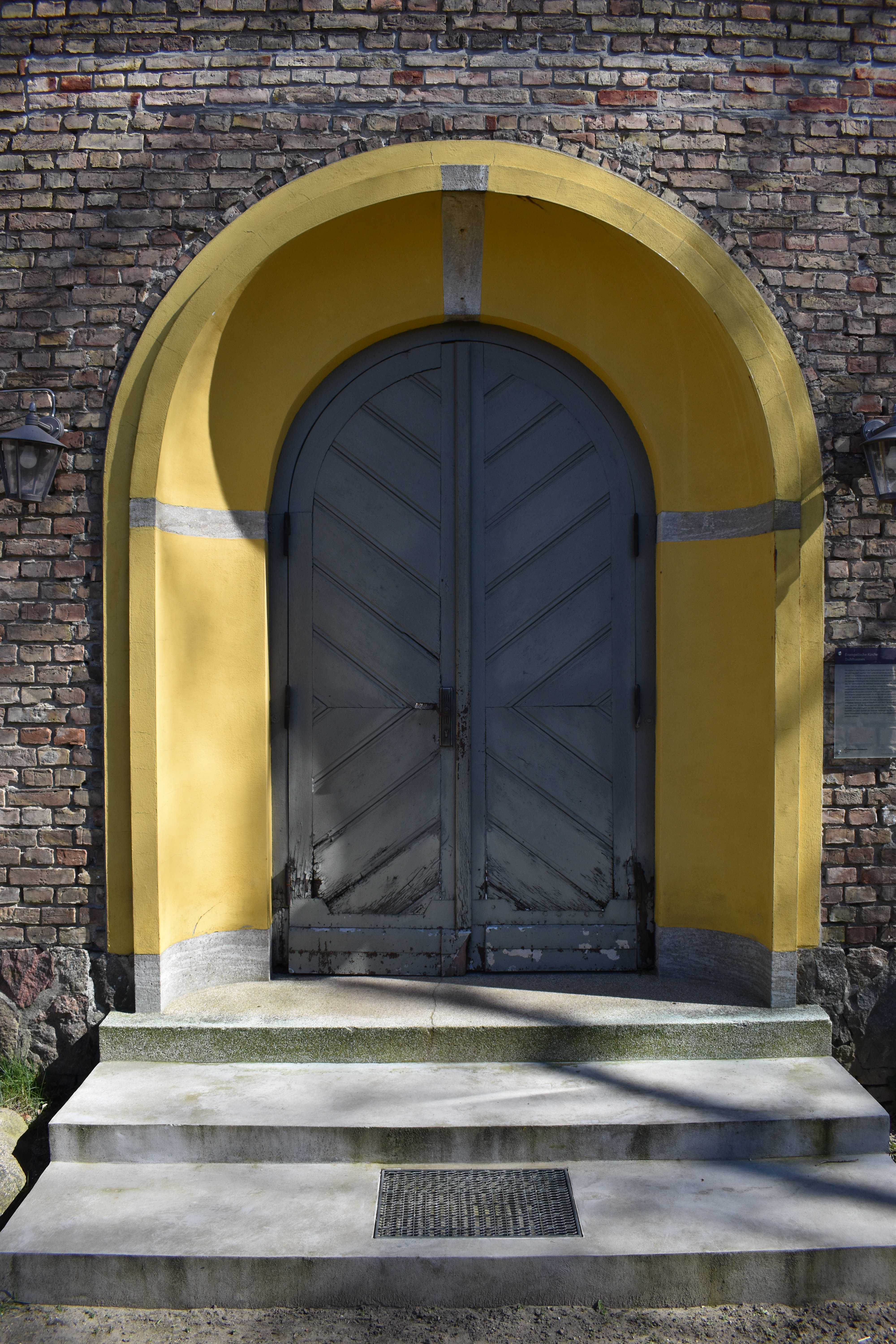
Eingangsportal
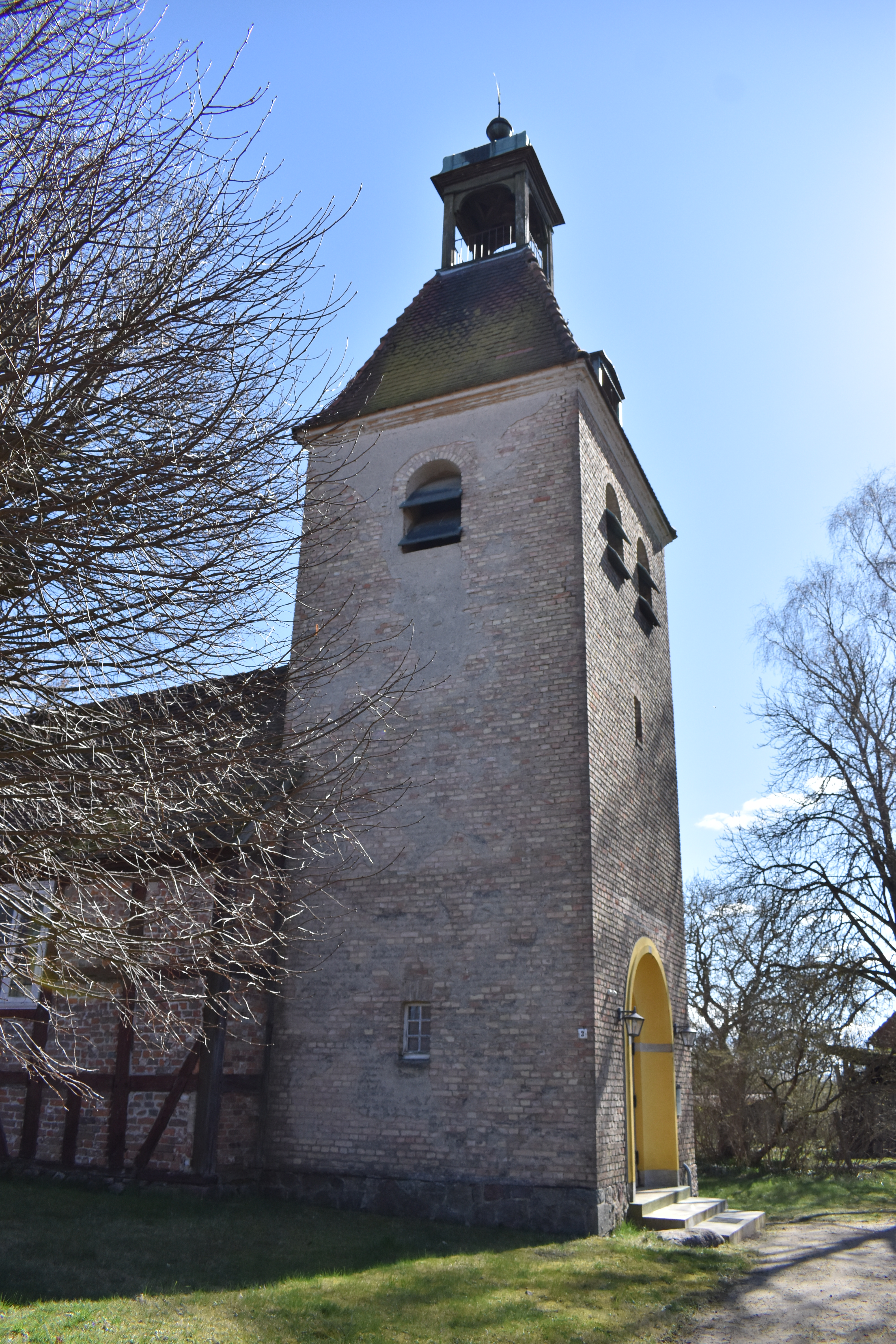
Turm
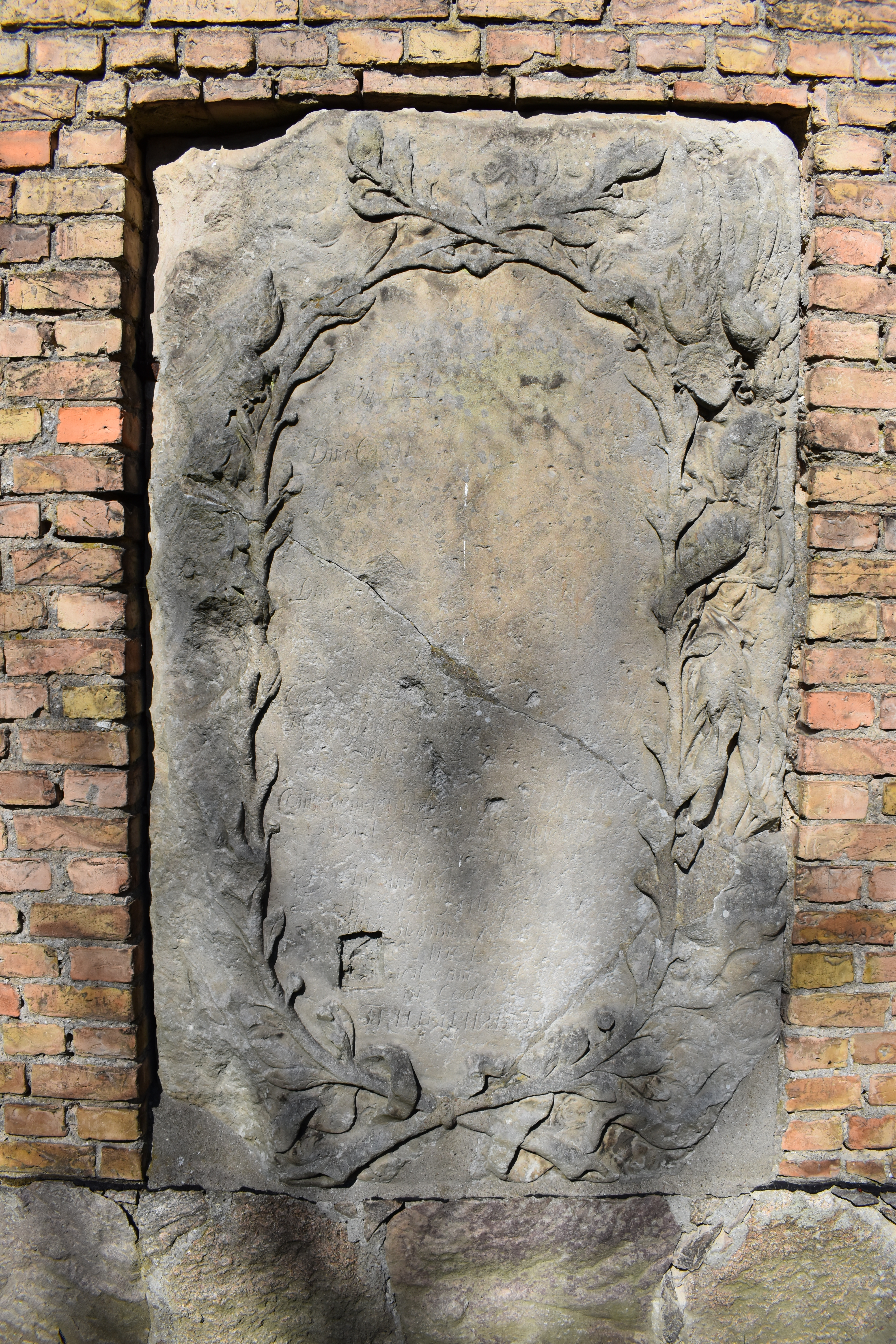
Eingemauerter Gedenkstein Turm
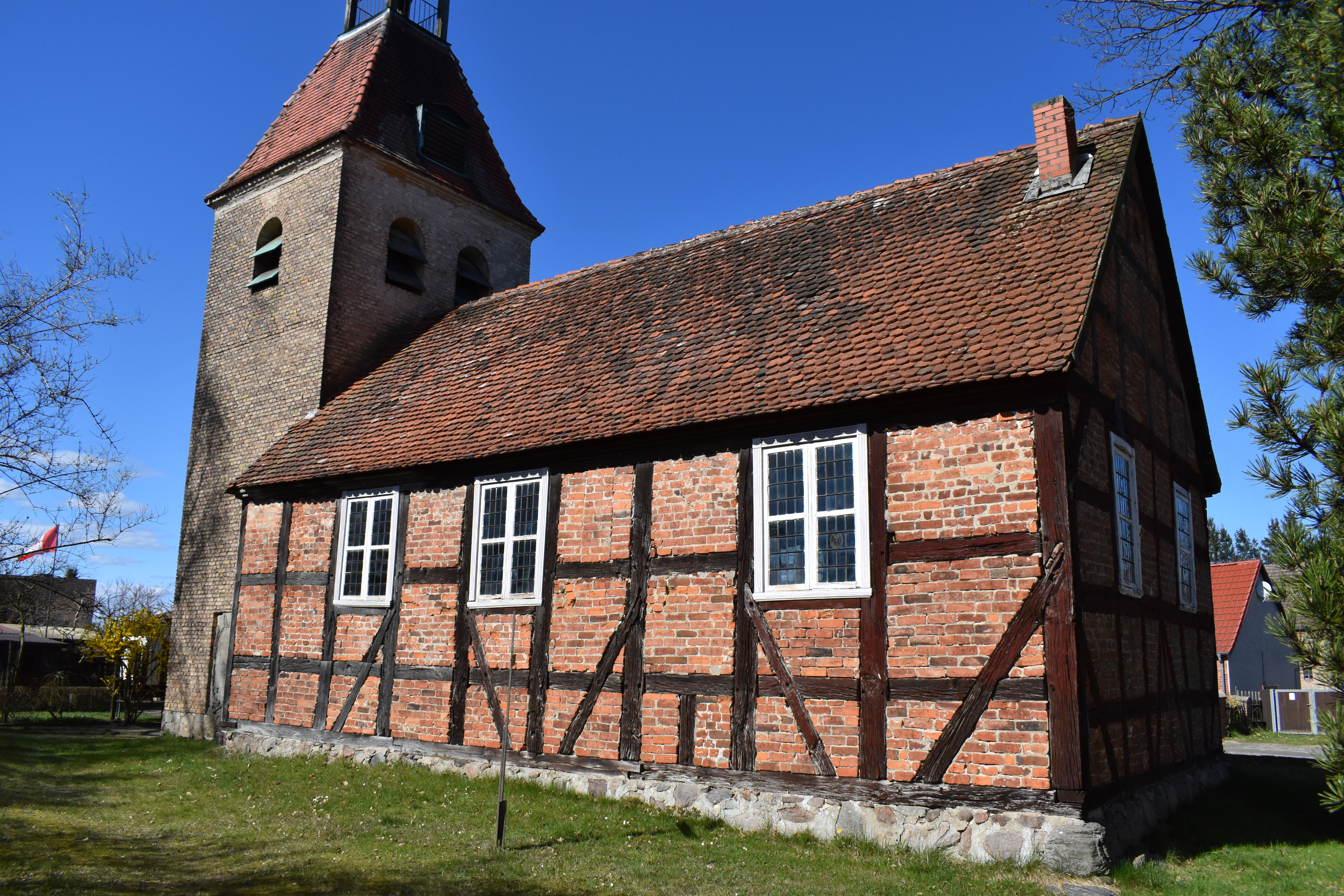
Südseite
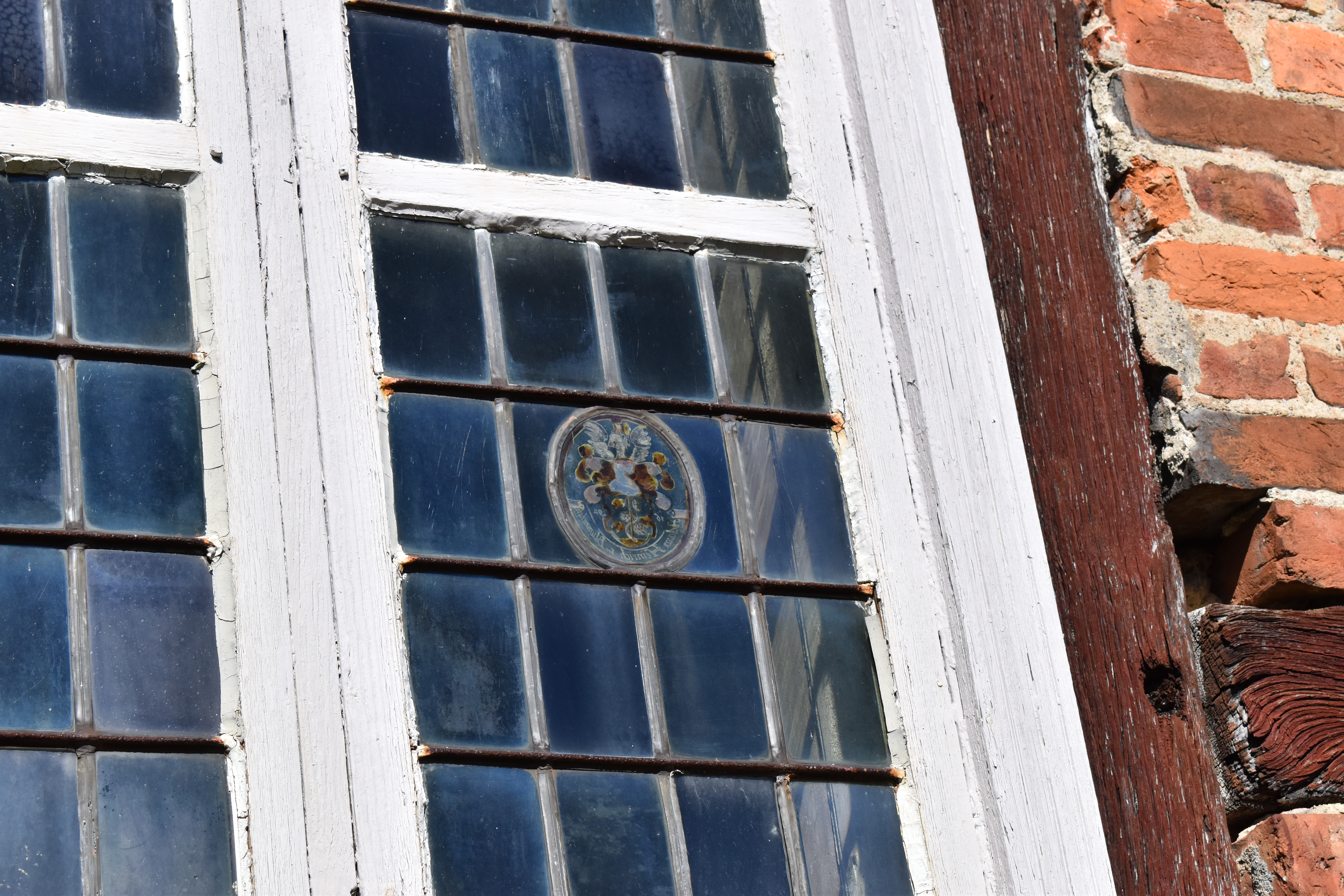
Kabinettscheibe in Fenster Süden rechts
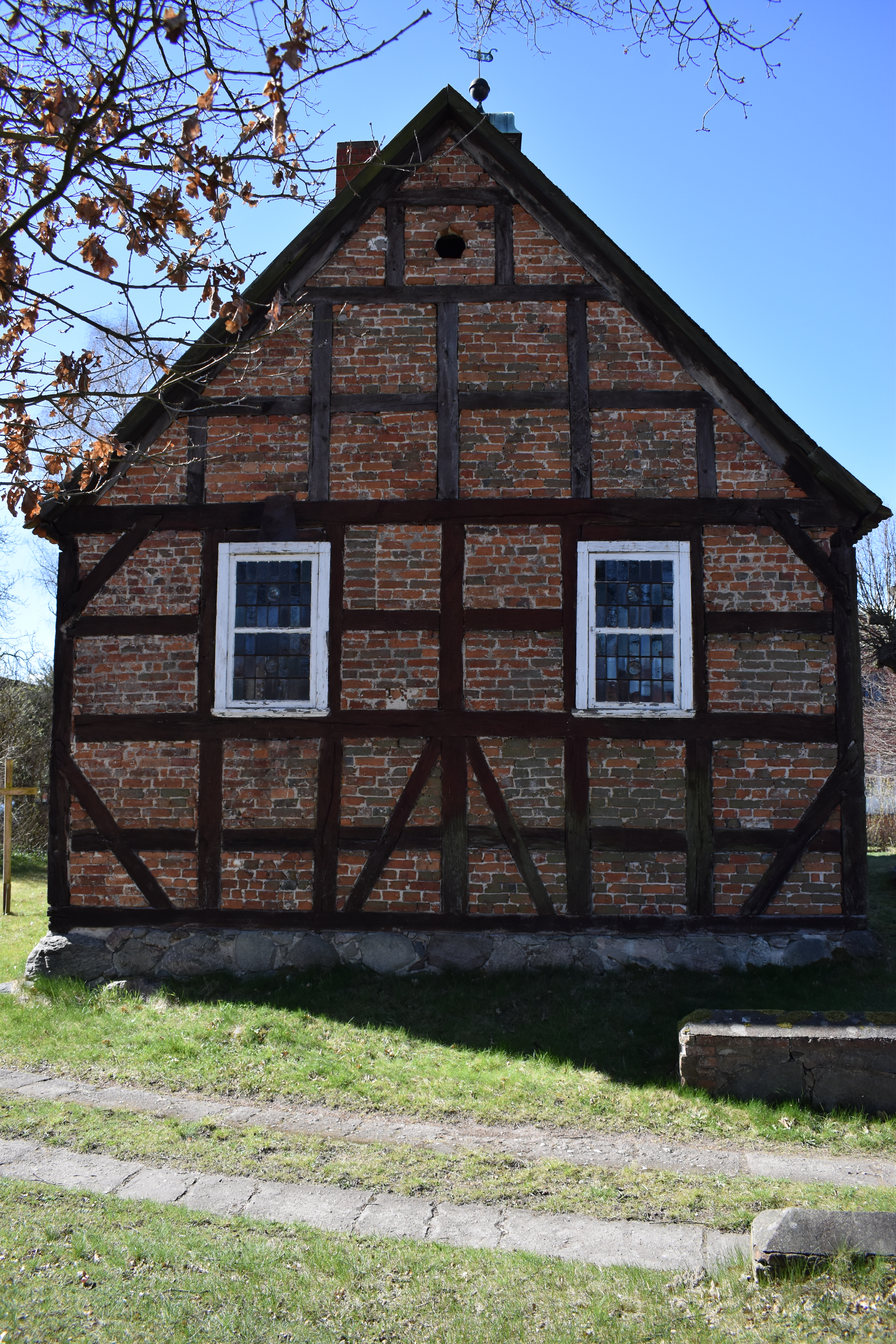
Ostfassade
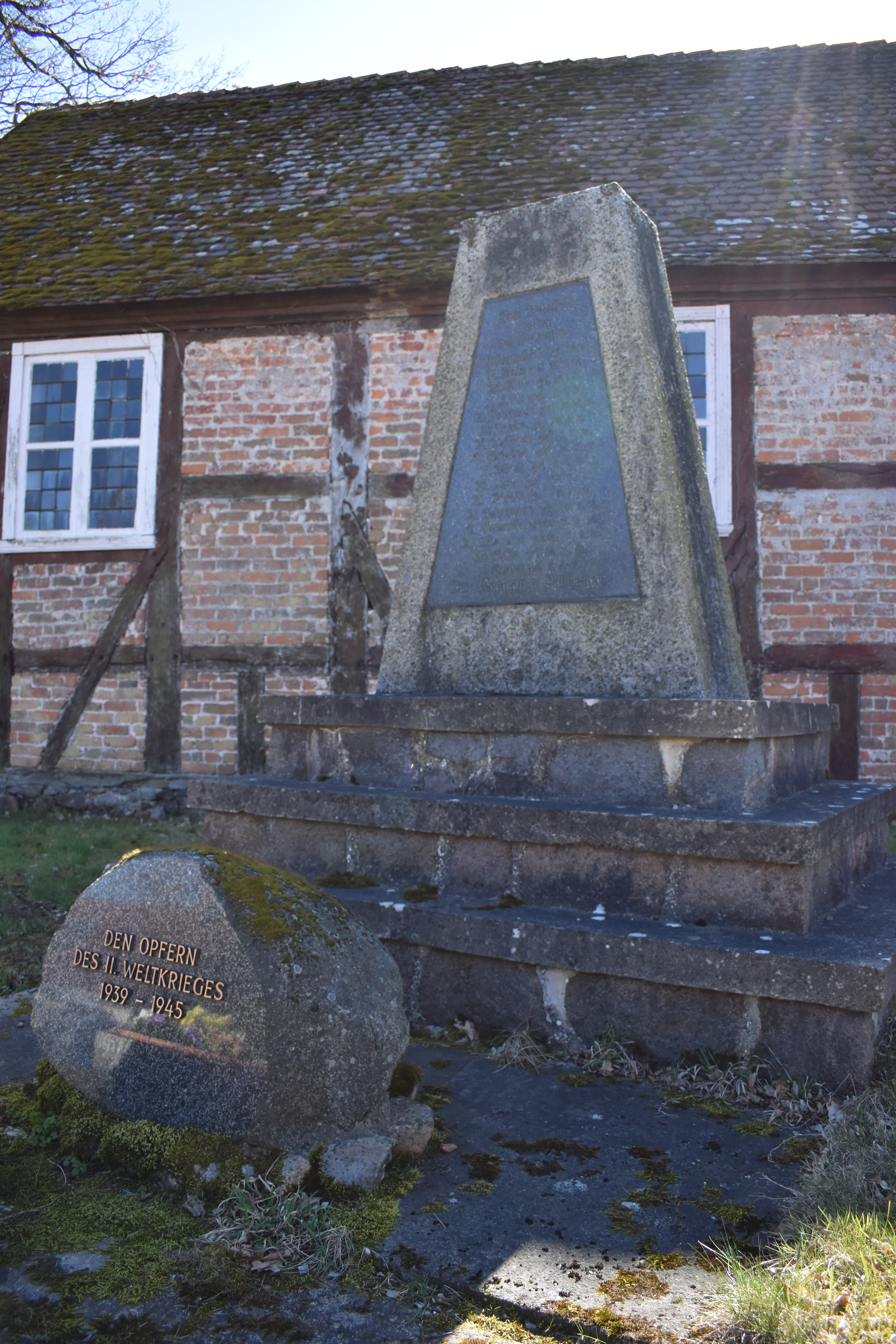
Kriegerdenkmal Erster Weltkrieg
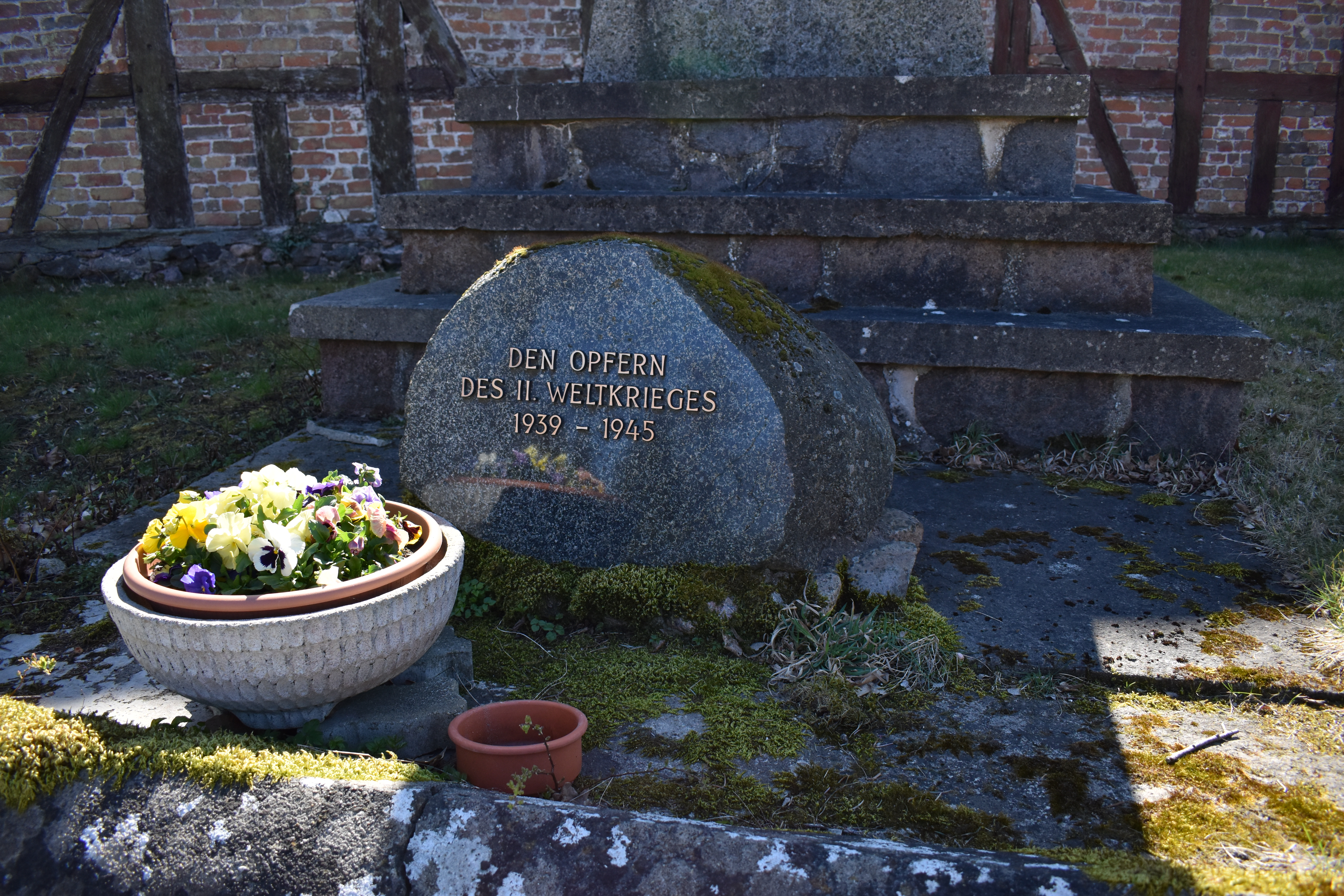
Gedenkstein Zweiter Weltkrieg